# Estany de Sarradé d'Amunt
L'Estany de Sarradé d'Amunt és un llac que es troba a 2.465 m, en el terme municipal de la Vall de Boí, a la comarca de l'Alta Ribagorça, i dins del Parc Nacional d'Aigüestortes i Estany de Sant Maurici.
«El nom prové del basc "Sarra-toi" (zarra significa "escòria", i també "arranque en el arrastre de bloques del río", o "arena gruesa del río", i -toi, sufix que indica abundància)».
El llac, d'origen glacial, està situat a 2.465 metres d'altitud, a la part alta de la Vall de Sarradé. Drena cap a l'Estany de Sarradé (SSO).

## Rutes[3]
Remuntant el Barranc de Sarradé, des de l'Estany de Llebreta; per a vorejar després la riba oriental de l'Estany de Sarradé i pujar per la Canal de Sarradé d'Amont.